# La mia passione
La mia passione è un programma televisivo italiano di genere talk show, in onda dal 2017 su Rai 3, ideato e condotto da Marco Marra.

## Descrizione
Il conduttore in ogni puntata intervista un ospite famoso e a questi fa vedere filmati, immagini di repertorio che lo riguardano. L’ospite ripercorre così il suo percorso di vita umano e professionale, raccontando anche la passione che lo ha reso importante, noto.

### La Mia Passione Post Scriptum
Nell’estate 2020 è andata in onda una riedizione del programma, in cinque puntate, in cui sono state ritrasmesse alcune interviste già andate in onda ma integrate con un nuovo incontro con gli intervistati, per parlare dei difficili mesi della pandemia da Covid-19.
Le interviste oggetto di “post scriptum” sono quelle fatte a: Francesco Guccini, Alba Parietti, Roby Facchinetti, Morgan e Rettore.